# Skullduggery
Skullduggery is een Amerikaanse sciencefictionfilm uit 1970 onder regie van Gordon Douglas. Het verhaal is gebaseerd op dat uit de Franse roman Les Animaux Denatures van 'Vercors' (pseudoniem van Jean Bruller).

## Verhaal
Op een expeditie in Papoea-Nieuw-Guinea wordt een nieuwe stam aapachtige wezens gevonden die erg dicht bij de mens staat. Ze worden Tropi's genoemd en al snel door mensen voor allerlei toepassingen als slaven gebruikt. Na een vermeende moord op een van de Tropi's komt het tot een rechtszaak waarin de vraag centraal staat: moeten de Tropi's beschouwd worden als mensen of als dieren?

## Rolverdeling
| Acteur             | Personage               |
| ------------------ | ----------------------- |
| Burt Reynolds      | Douglas Temple          |
| Susan Clark        | Dokter Sybil Greame     |
| Roger C. Carmel    | Otto Kreps              |
| Paul Hubschmid     | Vancruysen              |
| Chips Rafferty     | Father 'Pop' Dillingham |
| Alexander Knox     | Buffington              |
| Pat Suzuki         | Topazia                 |
| Edward Fox         | Bruce Spofford          |
| Wilfrid Hyde-White | Eaton                   |
| Rhys Williams      | Rechter Draper          |
| Mort Marshall      | Dokter Figgins          |
| Michael St. Clair  | Tee Hee Lawrence        |
| John Kimberley     | Epstein                 |
| Gilbert Senior     | Kauni                   |
| Clarence Harris    | Siria                   |
| John Woodcock      | Spigget                 |
| Newt Arnold        | Inspecteur Mimms        |
| Wendell Baggett    | Holzapple               |
| Michael Preece     | Naylor                  |
| Saul David         | Berl Tanen              |